# Drovers Cave National Park
Drovers Cave National Park är en nationalpark i Australien.   Den ligger i delstaten Western Australia, i den västra delen av landet, 3 200 km väster om huvudstaden Canberra. Drovers Cave National Park ligger 41 meter över havet. Arean är 26,8 kvadratkilometer.
Omgivningarna runt Drovers Cave National Park är i huvudsak ett öppet busklandskap.